# Pherecydes nicolaasi
Pherecydes nicolaasi là một loài nhện trong họ Thomisidae.
Loài này thuộc chi Pherecydes. Pherecydes nicolaasi được miêu tả năm 1980 bởi Dippenaar-Schoeman.